# Tiến sĩ Nho học
Tiến sĩ Nho học (chữ Hán: 進士) là một danh vị bậc cao trong hệ thống khoa bảng của giáo dục Nho học, do triều đình phong kiến ở các quốc gia Đông Á thực hiện thông qua khảo thí. Trong nền giáo dục Nho học, Tiến sĩ là bậc danh vọng, thành tựu cao nhất mà một Nho sinh có thể đạt được. Một Tiến sĩ đỗ đạt, luôn được triều đình công bố tên trên một bảng vàng danh dự cho mỗi khoa thi, vì vậy còn được dân gian gọi là "kim bảng đề danh" (金榜题名).

## Trung Quốc
Khoa thi Tiến sĩ đầu tiên được tổ chức trong lịch sử khoa bảng được ghi nhận đầu tiên vào năm Đại Nghiệp nguyên niên (605) thời Tùy Dạng đế, mở đầu cho truyền thống khoa bảng của giáo dục Nho học. Dưới thời Tùy, Đường, tồn tại 2 hệ thống khoa cử riêng biệt là Minh kinh khoa và Tiến sĩ khoa. Minh kinh khoa khảo thí về kinh học và thời vụ sách. Tiến sĩ khoa ngoài 2 phần trên, còn bổ sung thêm gia khảo thi phú.
Dân gian thời Đường có câu: "Tam thập lão Minh kinh, ngũ thập thiếu Tiến sĩ", nghĩa là 30 tuổi mới đỗ Minh kinh đã là già, 50 tuổi đỗ được Tiến sĩ hãy còn trẻ. Trong Tiến sĩ khoa, thông thường trăm người dự khảo thí chỉ trúng được 1, 2 người; còn Minh kinh khoa, 10 người khảo thí đã có thể trúng được 1, 2 người. Theo sách "Đăng khoa ký khảo" của tác giả Từ Tùng đời Thanh, trường hợp của Mạnh Giao đỗ Tiến sĩ năm Trinh Nguyên thứ 12 (796) khi đã 46 tuổi. Ngay trong bài "Đăng khoa hậu" của Mạnh Giao, để có thể đỗ đạt Tiến sĩ, các Nho sinh phải nỗ lực phi thường trong hàng thập kỷ.
Kể cả khi đã có những nỗ lực phi thường trong thời gian dài học tập, để đỗ đạt Tiến sĩ, các Nho sinh còn phải trải qua cuộc khảo thí rất khắt khe. Ở mỗi khoa thi, thường chỉ có 20, 30 người được xét trúng cách, vì vậy địa vị rất tôn quý. Người đương thời thường mệnh danh các Tiến sĩ là những "bạch y công khanh" để thể hiện sự tôn quý này.
Từ thời Đường, chế độ vinh danh các Tiến sĩ trên các bảng thông báo công khai, gọi là "thông bảng". Sau khi đỗ đạt, các Tiến sĩ được đưa đến Lại bộ để tiến hành quan thí, từ đó để xem xét bổ dụng chức quan.
Trước thời Tống, bậc Tiến sĩ chỉ tiến hành khảo thí ở các hành tỉnh. Từ thời Tống về sau, khảo thí Tiến sĩ luôn do Hoàng đế chủ trì chung cuộc, gọi là "Điện thí" (殿试) để xem xét và xếp hạng. Thời Tống Nhân Tông, từng xảy ra vụ Trương Nguyên đã vượt qua kỳ Tỉnh thí nhưng lại bị đánh rớt ở kỳ Điện thí, vì quá phẫn uất nên đã đầu bôn đến Tây Hạ. Từ đó về sau, kỳ thí Điện thí chỉ dùng để phân hạng Tiến sĩ, không đánh rớt các thí sinh.
Chế độ khoa cử đầu thời Tống cũng giống thời Đường, phân thành các khoa Tiến sĩ, Minh kinh. Đến thời Tống Thần Tông, trong cuộc Biến pháp của Vương An Thạch, đã phế bỏ Minh kinh khoa. Tiến sĩ khoa trở thành hình thức khoa cử duy nhất để tuyển chọn nhân tài. Hình thức này được các triều đại Nguyên, Minh, Thanh kế tục cho đến khi chế độ phong kiến sụp đổ và chế độ khoa bảng Nho học bị bãi bỏ.
Đến thời nhà Minh, hệ thống phân hạng Tiến sĩ mới phân thành Tam giáp. Nhất giáp gồm 3 người, xếp theo thứ tự gồm Trạng nguyên, Bảng nhãn và Thám hoa, được gọi là Tiến sĩ cập đệ, hay ngắn gọn là "Sử" (史). Nhị giáp (thời Thanh thường có khoảng 40 hay 50 người), gọi là Tiến sĩ xuất thân, ngắn gọn là "Tử" (子). Người đứng đầu trong Nhị giáp còn được gọi là Truyền lô (傳臚), còn được gọi là Á nguyên (亞元). Tam giáp (thời nhà Thanh thường có khoảng 100-300 người) được gọi là Đồng tiến sĩ xuất thân, hay "Tập" (集). Tất cả đều được gọi chung là Tiến sĩ.

## Nhật Bản
Nhật Bản thời Nara phỏng theo quan chế nhà Đường, cũng tiến hành khảo thí bậc Tú tài, Minh kinh để tuyển chọn nhân tài ở hành tỉnh, gọi chung là Tiến sĩ thí. Do sự khắt khe trong tuyển chọn, nên số lượng Tiến sĩ rất ít. Đến thời Heian, hệ thống khảo thí Tiến sĩ bị bãi bỏ, dù vẫn dùng Hán văn trong hệ thống giáo dục.